# 양양 나들목
양양 나들목(Yangyang IC)은 강원특별자치도 양양군 서면 북평리에 설치된 서울양양고속도로의 14번, 동해고속도로의 40번 나들목이자 서울양양고속도로의 종점이다. 나들목 진출입로는 서면 상평리, 양양읍 임천리와 접하고 있으며, 서면, 양양읍내로 진출할 수 있다. 2012년 12월 21일 동해고속도로 하조대 나들목 ~ 양양 나들목 구간이 개통되면서 같이 개통되었으며, 2017년 6월 30일부터 서울양양고속도로 동홍천 나들목 ~ 양양 나들목 구간이 개통되면서 서울양양고속도로의 나들목 기능도 병행하고 있다. 양양 분기점과 결합된 형태이다.

## 연혁
- 2008년 9월 9일 : 나들목 및 분기점 신설을 위해 양양군 도시계획시설 교통광장에 서면 북평리, 범부리, 상평리, 양양읍 임천리 일원을 양양 분기점 및 양양 나들목으로 고시[1]
- 2012년 12월 21일 : 동해고속도로 하조대 ~ 양양 구간 개통에 따라 영업 개시[2]
- 2016년 11월 24일 : 동해고속도로 양양 ~ 속초 구간 개통으로 나들목 선형 개량[3]
- 2017년 6월 30일 : 서울양양고속도로 동홍천 ~ 양양 구간 개통과 함께 서울양양고속도로의 나들목 역할도 병행[4]

## 구조물 정보
- 위치: 강원특별자치도 양양군 서면 북평리, 범부리
- 영업소: 강원특별자치도 양양군 서면 곰밭길 175-32

## 접속하는 도로
- 설악로 (국도 제44호선, 국도 제56호선, 국가지원지방도 제56호선)
- 쌍솔배기길

## 교통량 정보
| 요금소        | 통행량 (대/일) | 통행량 (대/일) | 통행량 (대/일) | 통행량 (대/일) | 통행량 (대/일) | 통행량 (대/일) | 통행량 (대/일) | 통행량 (대/일) | 통행량 (대/일) | 통행량 (대/일) | 각주  |
| 요금소        | 2001년         | 2002년         | 2003년         | 2004년         | 2005년         | 2006년         | 2007년         | 2008년         | 2009년         | 2010년         | 각주  |
| ------------- | -------------- | -------------- | -------------- | -------------- | -------------- | -------------- | -------------- | -------------- | -------------- | -------------- | ----- |
| 양양 (폐쇄식) | 미개통         | 미개통         | 미개통         | 미개통         | 미개통         | 미개통         | 미개통         | 미개통         | 미개통         | 미개통         | [ 5 ] |
| 요금소        | 2011년         | 2012년         | 2013년         | 2014년         | 2015년         | 2016년         | 2017년         | 2018년         | 2019년         |                | [ 5 ] |
| 양양 (폐쇄식) | 미개통         | 2,481          | 1,999          | 1,920          | 1,997          | 2,083          | 3,317          | 4,481          | 4,693          |                | [ 5 ] |